# Rio Cătuşa
O Rio Cătuşa é um rio da Romênia, afluente do Siret, localizado no distrito de Galaţi.